# Pastilky
Pastilky, česky také Malá Pastilka, ukrajinsky Пастілки, maďarsky Kispásztély, jsou částí obce Dubrynyči, v Dubrynyčsko-Maloberezňanské venkovské komunitě, v okresu Užhorod, v Zakarpatské oblasti na západě Ukrajiny. Leží na jihovýchodním okraji Lemkoviny. V roce 2001 zde žilo 295 obyvatel.

## Historie
První písemná zmínka o této vsi pochází z roku 1567. Do uzavření Trianonské smlouvy byla ves součástí Uherska, poté byla  součástí Československa. V roce 1921 zde žilo 257 obyvatel (Rusínů). Od 15. dubna 1939 byla obec součástí samostatného státu Karpatská Ukrajina; za několik dní pak bylo Zakarpatí obsazeno maďarskými vojsky. Od roku 1945 byla součástí Ukrajinské sovětské socialistické republiky, která byla součástí SSSR. Od roku 1991 je součástí nezávislé Ukrajiny.

## Osobnosti
- Ioann Pastelij (1741-1799), kněz, učitel, historik, spisovatel a osvícenec; autor několika historických děl v latině.